# L'alibi (film 2004)
L'alibi è un cortometraggio del 2004, diretto da Marco Cucurnia.

## Trama
Eugenio, in ospedale, si risveglia dal coma causato da un incidente stradale. Prima vede una graziosa infermiera, Lucia, poi i dottori che vogliono sapere se si ricorda cosa gli sia accaduto. In quel momento, vedendo la possibilità di conquistare la libertà, finge di non ricordare nulla. Potrà così liberarsi dei genitori, della fidanzata, del lavoro, per ricominciare una nuova vita. All'inizio  il trucco funziona, ma poi gli si rivolta contro ed Eugenio capisce che deve assolutamente tornare alla realtà.

## Riconoscimenti
- 2004 - Genova Film Festival
  - Primo premio miglior fiction[1]
- 2004 - Cinecorto
  - Premio Kodak
  - Premio Scuola di cinema[2]
- 2005 - Maremetraggio
  - Premio Ciak al miglior cortometraggio italiano[3]